# Kepler (cràter)
Kepler (llatí Keplerus) és un cràter d'impacte lunar que es troba entre el Oceanus Procellarum a l'oest i Mare Insularum a l'est. Cap al sud-est hi ha el cràter Encke.
Kepler és més notable pel sistema de raigs prominent que cobreix el mar circumdant. Els rajos s'estenen bé per damunt dels 300 quilòmetres, superposant-se amb els rajos d'altres cràters. Kepler té una muralla petita d'ejecció envoltant l'exterior del seu alt brocal. La paret exterior no és ben bé circular, i posseeix una lleugera forma poligonal. Les parets de l'interior de Kepler són desplomades i lleugerament de cultiu en feixes, descendint a un pis desigual i un augment central menor.

Localització de Kepler (centre esquerra de la imatge)
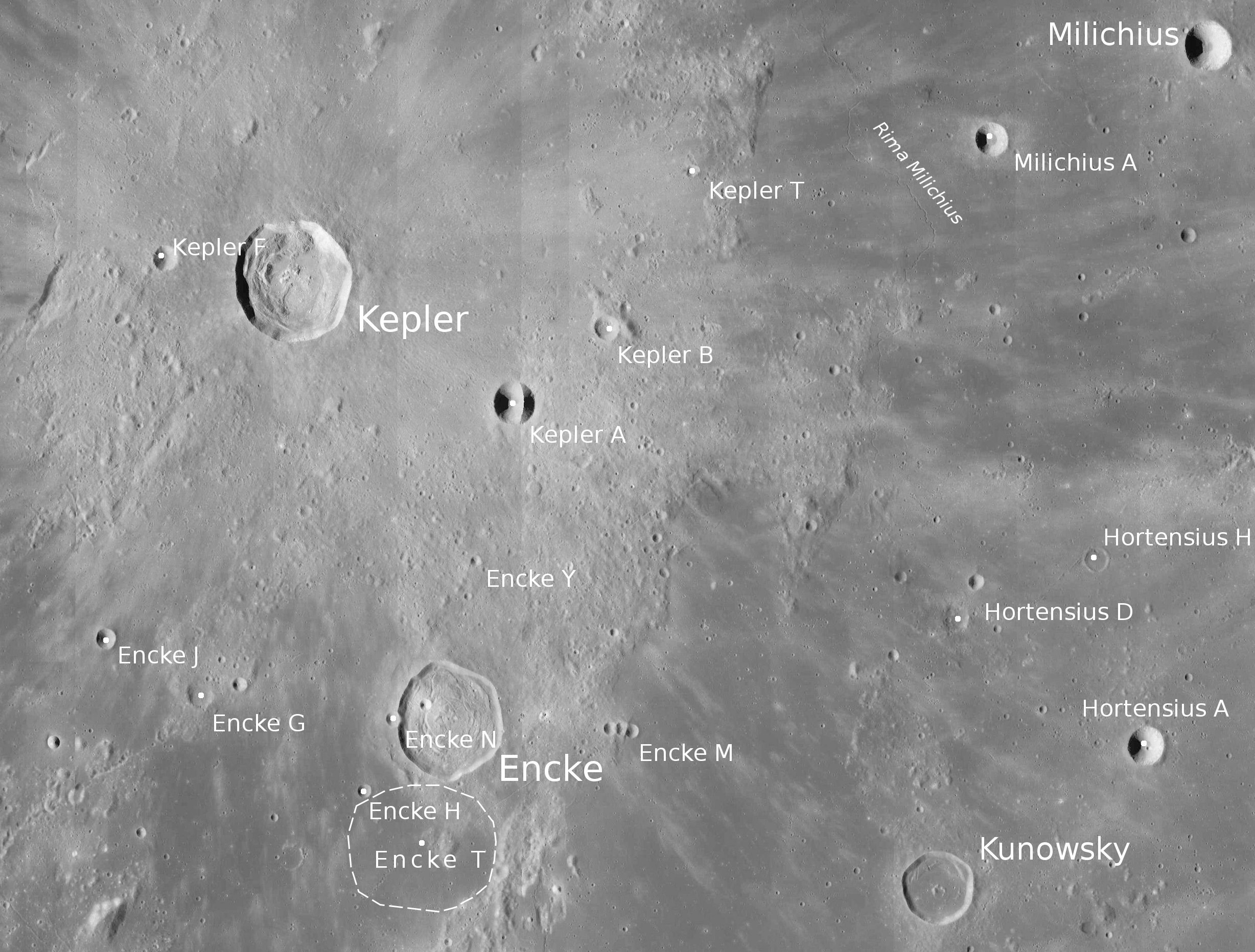
Localització de Kepler (centre superior esquerra de la imatge)
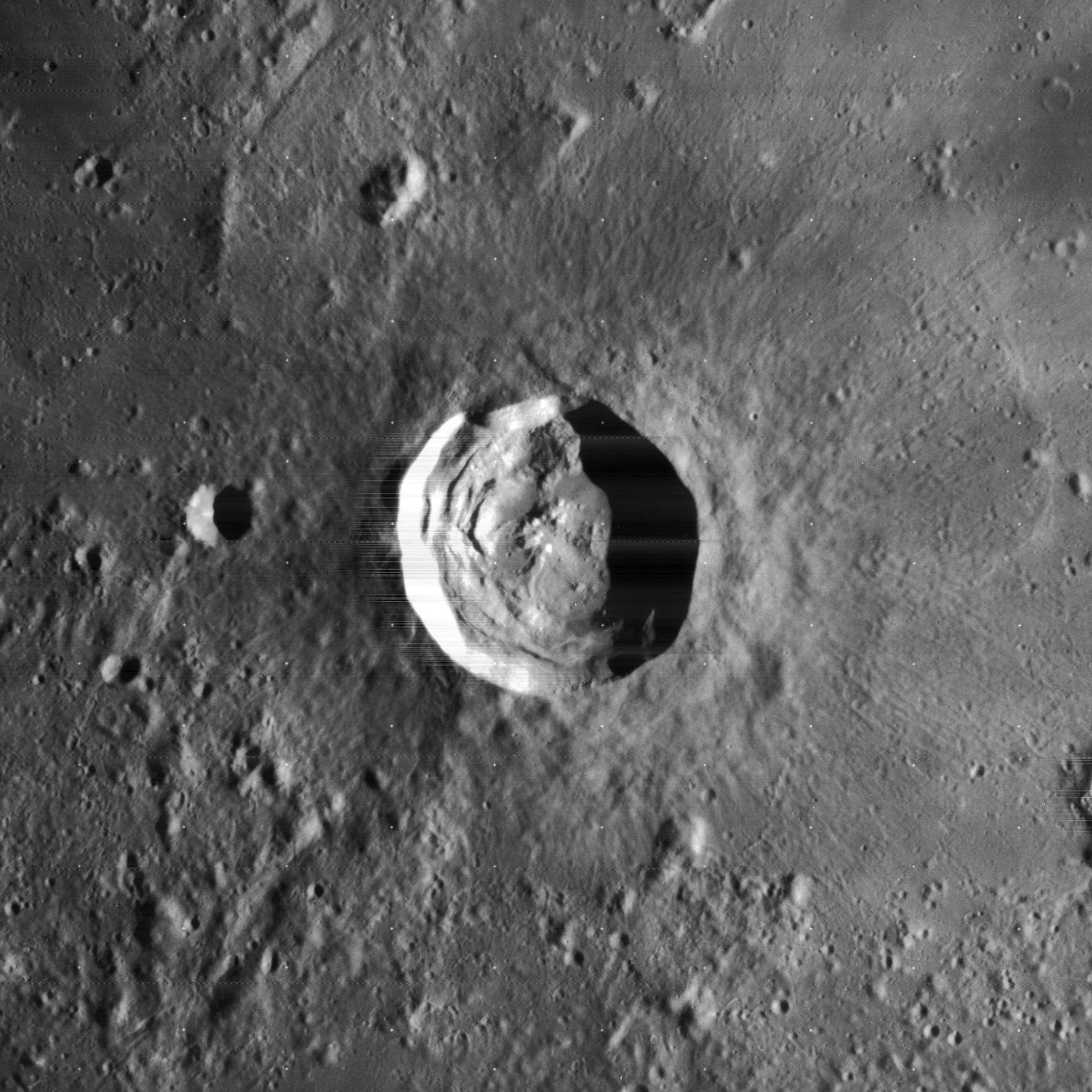
Imatge de la missió Lunar Orbiter 4

Un dels rajos de Tycho, que s'estenen a través de l'Oceanus Procellarum, encreua aquest cràter. Això era un factor en l'elecció del nom del cràter quan Giovanni Riccioli creava el seu sistema de nomenclatura lunar, mentre Kepler va utilitzar les observacions de Tycho Brahe mentre enginyant les seves tres lleis de moviment planetari. En els mapes de Riccioli, aquest cràter va ser anomenat Keplerus, i la faldilla circumdant de terreny d'albedo més alt va ser anomenada Insulara Ventorum.
A causa dels seus rajos prominents, Kepler forma part en el mapa com el sistema copernicà.